# Bodianus anthioides
Espèce
Synonymes
- Bodianus anthoides (Bennett, 1832)
- Crenilabrus anthioides Bennett, 1832
- Lepidaplois anthioides (Bennett, 1832)

Statut de conservation UICN

 LC  : Préoccupation mineure
Le Labre à queue de lyre (Bodianus anthioides) est une espèce de poisson osseux de la famille des Labridés. Il est présent dans le bassin Indo-Pacifique et la mer Rouge. Il peut atteindre de 22 cm à 24 cm.
Cette espèce a été décrite en 1832 par Edward Turner Bennett